# Ursula Kemp
Ursula Kemp oder Ursley Kempe alias Grey (* ca. 1525 in St Osyth, Essex; † 1582 in Chelmsford, Essex) war eine englische Heilkundlerin und Hebamme, die 1582 als Hexe verfolgt und gehenkt wurde. Kemp wurde angeklagt und gestand im Rahmen des Hexenprozesses, dass sie böse Hausgeister beschworen hätte, um ihre Nachbarn krank zu machen und zu töten.

## Leben
Kemp war eine heilkundige Frau, die häufig von ihren Nachbarn gerufen wurde, um Unpässlichkeiten und Krankheiten zu behandeln. Später wurde sie beschuldigt, absichtlich Krankheit und Tod herbeigeführt zu haben, und wurde schließlich im Februar 1582 in Chelmsford wegen Hexerei angeklagt. Bei ihrem Prozess sagten mehrere ihrer Nachbarn gegen sie aus und machten Aussagen vor Richter Brian Darcy. Zusammen mit ihrer Freundin Alice Newman wurde sie beschuldigt, den Tod von Edna Stratton und zwei Kindern, Joan Thurlow und Elizabeth Letherdale, verursacht zu haben.
Die Nachbarin und ehemalige Freundin Grace Thurlow sagte aus, dass sie, als ihr Sohn Davy krank war, Kemp um Hilfe bat. Davy erholte sich vorübergehend von seiner Krankheit und Thurlow glaubte, dass Kemp ihn geheilt hatte. Einige Zeit später stritten sich Thurlow und Kemp über die Pflege von Thurlows kleiner Tochter Joan. Im Alter von ein paar Monaten fiel Joan aus ihrer Wiege und starb an Genickbruch.  Als Thurlow lahm wurde, bat sie erneut um Kemps Hilfe. Kemp erklärte sich bereit, sie für 12 Pence zu heilen.  Thurlow wurde wieder gesund, weigerte sich dann aber, Kemp ihr Honorar zu zahlen, da sie es sich nicht leisten konnte. Die beiden Frauen stritten sich erneut und Kemp drohte, sich an Thurlow zu rächen, die wieder lahm wurde. Thurlow sagte aus, dass seit jenem Streit entweder sie oder ihr Sohn krank gewesen seien.  Sie machte Kemp für die Krankheit ihres Sohnes, ihre eigene Lahmheit und den Tod ihres Babys verantwortlich. Thurlow beschwerte sich beim Magistrat und es folgte eine Untersuchung. 
Alice Letherdale sagte aus, dass Kemp sie um etwas Scheuersand gebeten und dass sie sie abgewiesen hätte, da sie Kemp für ein „naughty beast“ hielt. Letherdales Tochter Elizabeth sagte, dass Kemp zu ihr „murmured“ hätte. Als Elizabeth krank wurde und starb, beschuldigte Letherdale Kemp, das Mädchen verhext zu haben. Kemps achtjähriger Sohn Thomas bezeugte, dass seine Mutter vier böse Hausgeister hielt. Er beschrieb sie als eine graue Katze namens Tyffin, ein weißes Lamm namens Tyttey, eine schwarze Kröte namens Pygine und eine schwarze Katze namens Jacke. Er sagte, er habe gesehen, wie seine Mutter den Geistern Bier und Kuchen gab und sie Blut aus ihrem Körper saugen ließ. Er sei dabei gewesen, als seine Mutter Alice einen Tontopf gegeben hätte, in dem die Geister waren. Beim nächsten Treffen einige Tage später hätte seine Mutter Newman erzählt, dass sie die Geister geschickt hätte, um einen Mann und seine Frau zu töten.
Richter Brian Darcy sagte, dass Kemp unter vier Augen ein umfassendes Geständnis abgelegt hätte. Kemp erzählte ihm, dass sie etwa zehn Jahre zuvor eine „Lahmheit in ihren Knochen“ verspürt habe. Sie sei zu einer örtlichen heilkundigen Frau gegangen, die Kemp gesagt habe, dass sie verhext worden sei und sich „enthexen“ solle. Sie empfahl Kemp ein Ritual mit Schweinemist, charnell, Salbei und Johanniskraut. Kemp führte das Ritual durch und erholte sich. Zwei Bekannte hätten sie daraufhin um Hilfe gegen ihr eigenes Gebrechen gebeten. Sie half ihnen auf die gleiche Weise, wie sie sich selbst geholfen hatte, und sie erholten sich offenbar. Seitdem hätte sie Heildienste für ihre Nachbarn durchgeführt. Sie bekannte sich zu den vier bösen Hausgeistern, die ihr Sohn erwähnt hatte. Sie sagte, dass es sich um zwei männliche Geister handele, die Menschen töteten, und um zwei weibliche Geister, die den Menschen Krankheiten brächten und das Vieh töteten. Kemp gestand weiter, dass sie ihre Hausgeister geschickt hatte, um Grace Thurlow zu lähmen und Joan Thurlow, Elizabeth Letherdale und Kemps Schwägerin zu töten. Sie benannte mehr als zehn weitere Frauen als Hexen, von denen mindestens eine und Kemp 1582 gehängt wurden. Ursula Kemp wurde 1582 in Chelmsford gehängt.

## Nachleben
1921 wurden von Charles Brooker die Skelette zweier Frauen in einem Garten in St Osyth gefunden und als die der Hingerichteten interpretiert. Die „Hexenskelette“ wurden zu einer lokalen Touristenattraktion, für deren Besichtigung Eintritt verlangt wurde. Belege für die Zuordnung gibt es nicht.
Unter dem Titel Ursula Kemp – The Witch Who Wouldn't Stay Buried, A History Spanning Five Centuries wurde 2012 von John Worland eine Dokumentation über die „Geschichte“ der Skelette und Ursula Kemp veröffentlicht.
Judy Chicago widmete Ursula Kemp eine Inschrift auf den dreieckigen Bodenfliesen des Heritage Floor ihrer 1974 bis 1979 entstandenen Installation The Dinner Party. Die mit dem Namen Ursley Kempe beschrifteten Porzellanfliesen sind dem Platz mit dem Gedeck für Petronilla de Meath  zugeordnet.